# GT-MU
GT-MU(ГТ-МУ)はソビエト連邦で開発された全地形対応の装軌式軽装甲車両である。この車両はゴーリキー自動車工場が開発したGT-SMを更に発展させたもので、空挺部隊用の装甲兵員輸送車や特殊運搬車両として運用された。

## 開発
GT-MUはゴーリキー自動車工場が1960年代に開発した非装甲のGT-SMから派生した車両である。これは空挺部隊の為に小型軽量でありながら装甲が施された全地形対応型の輸送車両が必要とされていたからである。基本構造はGT-SMから踏襲されているが、車体は装甲鋼板を溶接した物に変更されている。
1971年にニジニ・ノヴゴロド州ザヴォルジエのザヴォルジェスキー・キャタピラー・トラクター工場で量産が開始された。

## 構造
車体は厚さ6mmの装甲鋼板の溶接で構成されている。装甲は小銃弾や砲弾の破片から乗員を保護することができる。車内は隔壁で幾つかの区画に分かれており、操縦席と車長席は車両前部に配置されている。車長と操縦士は前面にある大型の視察窓から目の前の地形を視認することができ、必要に応じて装甲板で閉じることが可能である。その際は戦車用ペリスコープを介して行う。エンジン室の後部には6から10名の兵士や貨物を収容できる貨物室がある。車内へアクセスするには貨物室後部にある乗降用ハッチと、車長と操縦士は車体上部のハッチから乗降する。
エンジンは原型車のGT-SMと同型の113馬力のGAZ-73 ８気筒キャブレターエンジンを搭載していた。GT-MU-1Dからは173馬力のGAZ-5441.10スーパーチャージドディーゼルエンジンを搭載されている。ギアボックスは前進４速、後進１速となっている。
履帯には大型転輪が左右５個ずつ配置されており、トーションバースプリングで支えられている。最後部の転輪は遊動輪も兼ねており、チェーンに張りを与える為に用いられている。駆動輪は前方にある。転輪を支えるスプリングのたわみはゴム製の緩衝材によって抑制されており、第一転輪と最後部の転輪は内部のショックアブソーバーによって更に抑制されている。水中では履帯を動力源として水中で航行することが可能である。

## バリエーション
GT-MU-1D
搭載エンジンをGAZ-5441.10スーパーチャージドディーゼルエンジンに換装した型。

## 派生型

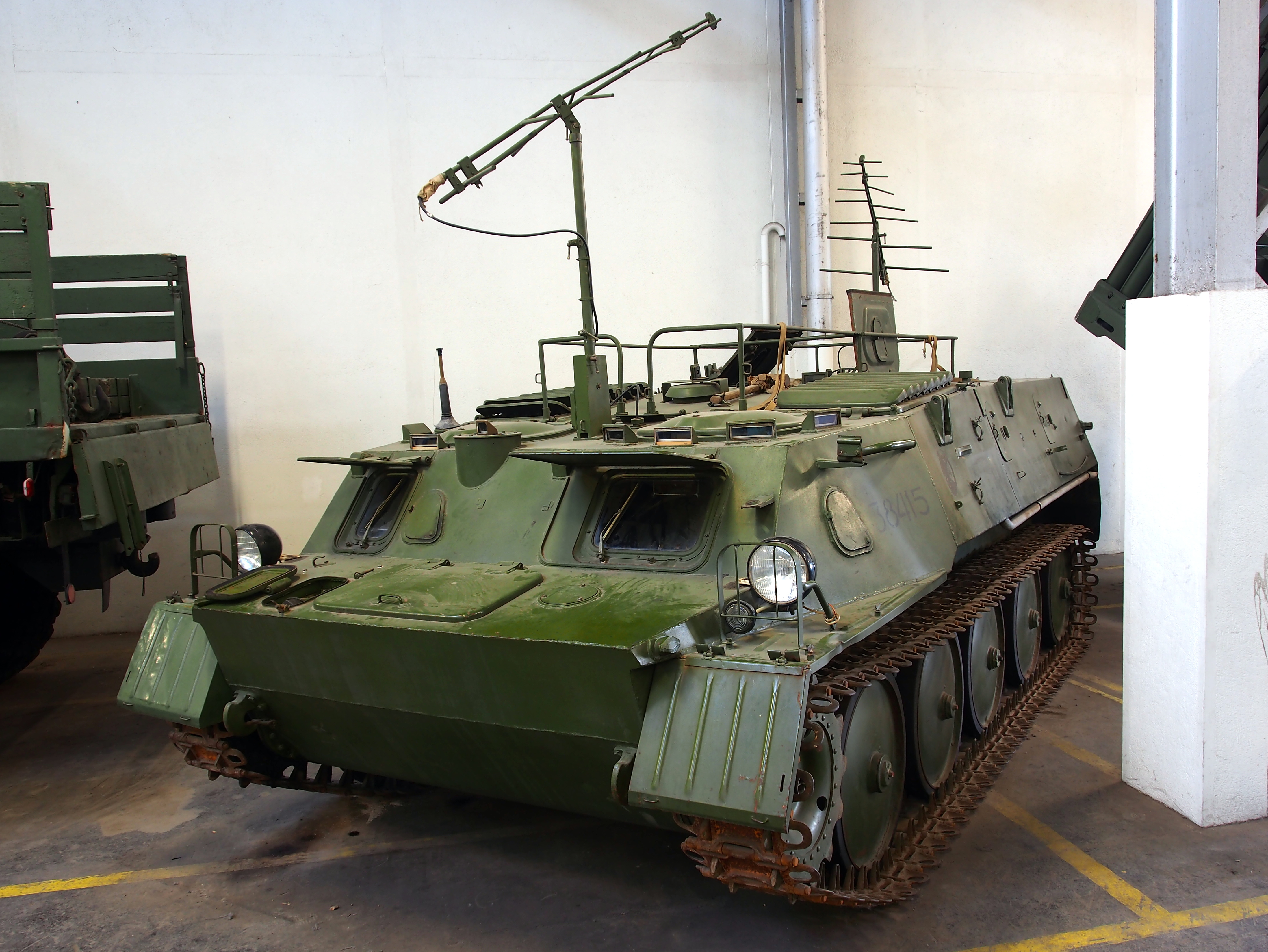
SPR-1 (ソミュール戦車博物館の展示車両)

RChM-2
NBC偵察車両型。
SPR-1(1L21/1)
電子妨害システム。標的にジャマーを投射し近接信管を備えた砲弾を早期に爆発させることが可能である。1987年に国家人民軍に３両配備された。

## 運用者

### 運用中
- 沿ドニエストル共和国 - 多数の車両をソ連地上軍から引き継いでおり、砲兵および多連装ロケット砲部隊の指揮観測車や砲牽引車として運用している[4]。また一部の車両はSPG-9無反動砲を搭載した対戦車車両に改修されている[2][4]。
- ウクライナ - 2022年ロシアのウクライナ侵攻において装甲兵員輸送車に改修した車両が、ドンバスの親ロシア派分離主義勢力に鹵獲されている[5][6]。

### かつての運用国
- ソビエト連邦 - ソ連崩壊後に一部の旧構成国家に引き継がれた。